# 岩本和子
岩本 和子（いわもと かずこ、1976年2月1日 - ）は、日本の元モデル、タレント。

## 概要
鳥取県鳥取市出身。横浜市立大学卒業。2012年、36歳の時に当時交際していた外国人の男性を喜ばせようとして、第3回国民的美魔女コンテストにエントリーし、21人のファイナリストの1人として選ばれた。それを機に、初めてタレントの仕事に就くようになり、美魔女タレントとして著名となる。
2013年頃にエステティシャンの学校に通い始める。自分でも何をしたいのか分からず目標を失いかけた時、フェイスブックに自撮り画像をアップしたところ好評を集め、自分の表情やポーズ、姿勢で癒される人々がいることに気付き、喜びを感じるようになる。
2015年7月、39歳の時にスマホを用いた自撮りDVDを発売し、オリコンデイリーチャートのDVD総合ランキング1位となる。またアマゾンランキングでも女性アイドル部門、趣味・実用部門、ディスクオンデマンド部門の3部門で販売数1位となり、話題を呼んだ。同年週刊ポストでグラビアデビュー。2016年1月22日、2作目のイメージビデオ「やまとなでしこ」が発売された。2019年3月までの1年間に、週刊ポストには9回写真が掲載され、掲載されるたびに購読者から再登場を望む多数のハガキが編集部に押し寄せた。
2019年5月17日、初の主演映画となる森鷗外の小説を原作とする『魔睡』が公開された。しかし、同月18日夕方、熱海駅の新幹線改札口付近で当時交際していた男性の頬をカッターナイフで切りつけ、現行犯逮捕された。事件翌日にはデジタル写真集出版記念イベントの予定があったが、体調不良を理由に中止となっている。同月31日に文春オンラインにて事件の内容が報じられた。のちに不起訴処分となったが、この影響で芸能活動は一時休止状態となった。
2020年7月25日、小学館から写真集「独白」を発売し、芸能界復帰会見を行った。同年9月26日放送のフジテレビ関東ローカル『本当にあった衝撃の事件ファイル』で前述の事件が実録ドラマ化され（演 - しゅはまはるみ）、テレビで事件の内容を初告白した。

## 人物
オーストラリア政府認定エステティシャン、日本エステティック協会認定エステティシャン 、ナチュラルフードマイスターなどの資格も持つ。
身長：167cm。スリーサイズ：B83cm,W58cm,H85cm。シューズ：24.5cm。

## 掲載

### 雑誌
- 「美ST」
- 「週刊ポスト」
- 「週刊現代」
- 「週刊実話」
- 「週刊大衆」
- 「週刊SPA！」
- 「FLASH」
- 「FRIDAY」
- 「アサヒ芸能」（2018年12月6日号表紙）
- 「東京カレンダー」[6]
- 「週刊プレイボーイ」[13]

### VR動画
- 白い部屋act1 迫り来るオトナの色気　(2016年11月10日、ファンタスティカ)[14]
- 白い部屋act2 汗ばむ完璧なボディライン　(2016年11月11日、ファンタスティカ
- 白い部屋act3 極限誘惑　(2016年12月2日、ファンタスティカ)[15]
- apartment Days!　岩本和子 トライアル版　(2017年11月24日、ファンタスティカ)
- apartment Days!　岩本和子 act1　(2017年12月1日、ファンタスティカ)[16]
- apartment Days!　岩本和子 act2　(2017年12月15日、ファンタスティカ)
- いつもと違う場所で　岩本和子 トライアル版　(2018年1月12日、ファンタスティカ)
- いつもと違う場所で　岩本和子 act1　(2018年1月19日、ファンタスティカ)[17]
- いつもと違う場所で　岩本和子 act2　(2018年1月26日、ファンタスティカ)
- 岩本和子 Digital Remaster Version　〜時間を超えて〜　(2018年11月2日、ファンタスティカ)
- 岩本和子 白昼夢　おかえりなさい(2020年4月3日、ファンタスティカ)

### イメージDVD
- 「やまとなでしこ」（2016年1月22日、イーネット・フロンティア）[18][8]
- 「絶頂」（2019年2月20日、ラインコミュニケーションズ）
- 「グラドル自撮り動画集～おうちグラビア！」～（2020年8月25日、CLASSICA）その他の出演者：加藤圭、来栖うさこ、雨宮奈生、釘町みやび、須永ちえり、北見えり、美東澪、ほしのうめ、白葉まり、国友愛佳、大門みやこ、柚月彩那
- 「濃厚女」（2020年10月25日、CLASSICA)

### 写真集
- 神秘（2018年5月26日、光文社、編集：FLASH編集部）ISBN 978-4334902315
- たわむれ（2019年4月10日、双葉社、撮影：小澤忠恭）ISBN 978-4575314472
- 独白（2020年6月22日、小学館、撮影：藤本和典）ISBN 978-4096823354
- 週刊ポストデジタル写真集「いけない旅情」・「いけない日常」[5]

### テレビドラマ
- さすらい温泉♨遠藤憲一（2019年、テレビ東京）[19] - 湯けむり美女 役